# Ladislav Pachta
Ladislav Pachta (3. března 1928 Noskov – 6. ledna 2015 Česká Lípa) byl český pedagog a matematik a deskriptivář. Zabýval se výukou matematiky a deskriptivní geometrie, výzkumem a aplikací matematických metod v teorii pružnosti, funkcionální analýzou, integrálním a diferenciálním počtem. Za dobu 40 let působení jeho pedagogické činnosti od roku 1951 prošlo jeho výukou a cvičením na stavební fakultě ČVUT úspěšně více než 1600 studentů.

## Život
Ladislav Pachta byl nejstarším z deseti potomků Josefa Pachty (nar. 7.1.1895 v Noskově) a Marie, roz. Vaškovské (17.1.1906 v Sitiny, Leština 20). Jeho otec byl rolník a „baťa“ v okolí Mladé Vožice a truhlář. Vyráběl dřeváky, nábytek a dřevěné konstrukce pro stavby, hlavně střechy, okna, dveře. Ladislav vynikal od dětství na základní škole zejména v matematických disciplínách, byl premiantem třídy, ale kvůli materiální chudobě si nemohl svobodně zvolit další studium. Pokračoval proto ve studiích na katolickém gymnáziu v Českých Budějovicích. V konci války byl nasazen v zákopech u Olomouce. S rodiči v dubnu 1946 přesídlili z jižních Čech na okraj západních Čech do Lipové u Chebu. Od tamního místního národního výboru byla rodičům přidělena k bydlení opuštěná, zemědělská usedlost. Ladislav po válce odešel studovat do Prahy na Karlovu universitu v Praze, přírodovědeckou fakultu.
Při studiu na Přírodovědecké fakultě Karlovy univerzity v Praze, zaměřeném na matematiku a fyziku, si ho vybral pan profesor Vojtěch Jarník, jako talentovanou pomocnou vědeckou sílu. Mimo jiné byl členem skupiny matematiků, shromážděné vedoucím katedry matematiky a deskriptivní geometrie, a proděkanem prof. Františkem Vyčichlem, zabývajícím se studiem souboru písemností z deskriptivní geometrie Jana Sobotky. Odbornou atestaci pro učitelství 2. stupně matematiky a deskriptivní geometrie získal na Karlově universitě, přírodovědecké fakultě. Začal pracovat za doby působení prof. Františka Vyčichla na Fakultě inženýrského stavitelství (FIS) ČVUT, jako matematik – odborný asistent na Katedře matematiky a deskriptivní geometrie, později po reorganizaci na Katedře matematiky a deskriptivní geometrie Stavební fakulty ČVUT v Praze. Učil matematiku a deskriptivní geometrii na ČVUT v Praze až do roku 1988, (převážně směr Konstrukce a dopravní inženýrství), školil i zahraniční studenty, přednášel studentům dálkového studia). Matematice a deskriptivní geometrii nejenže rozuměl, ale uměl problémy vysvětlit srozumitelně i lidem z jiných oborů. Byl bezprostřední, neuznával politické bariéry a zvýhodňování na základě stranické příslušnosti.
Z počátku se v 50. letech účastnil ve výzkumech a pracích skupiny, kterou u sebe soustředil prof. František Vyčichlo a Dr. Ivo Babuška. Z této doby pochází také inspirativní vědecká práce Ladislava Pachty "Aplikace funkcionálně-analytických metod při řešení rovnic teorie pružnosti" nebo kolektivní práce, např. "Algoritmy Reissnerova typu v matematické teorii pružnosti" autorů soustředěných panem prof. Ivo Babuškou – Ivo Babuška, Renata Babušková, Ivan Hlaváček, Bořivoj Kepr, Ladislav Pachta, Milan Prágr, Jiřina Švejdová.
Ladislav Pachta se věnoval recenzi učebnic pro děti základních škol.
Upadl v nemilost nového politického, prorusky orientovaného vedení katedry a fakulty, když například odmítl vstup do KSČ (když konání některých jeho členů v Praze nerozuměl), a začal být podezírán z prozápadní orientace a „modré krve“. Byla mu znemožněna samostatná vědecká publikační činnost (podobně jako některým jiným vyučujícím na ČVUT).
Před rokem 1969 se Ladislav Pachta věnoval souběžně organizaci a ekonomice výstavby družstevních bytů svépomocí. Byl k tomu motivován vlastní materiální situací, kdy původně bydlel se svou manželkou a starší dcerou (nar. 1952) na studentské koleji (Na Pankráci, blízko dnešní stanice Metra Pankrác).
Také v sedmdesátých letech 20. století v dobách normalizace byl normalizačním vedením katedry znevýhodňován. Záminkou bylo např. odmítnutí podepsat prohlášení – Souhlas se vstupem Vojsk Varšavské smlouvy a obsazením naší země, spojenectví s panem profesorem Ivo Babuškou, který zůstal po roce 1968 v emigraci.
V 80. letech začal Ladislav Pachta svůj osobní zápas o život s rakovinou, nad kterou dočasně zvítězil. Před sametovou revolucí v září 1988 se Ladislav Pachta odebral do důchodu.
Pedagogické schopnosti Ladislava Pachty, obětavost, skromnost a znalosti oceňovali doktorandi, kterým dělal konzultanta na matematiku (pozdější docenti a profesoři) i studenti, kterým věnoval individuálně svůj čas, vzdor politické nepohodě. K úsměvným historkám po převratovém 17. listopadu 1989 je přidáván dialog ze setkání s panem profesorem Miroslavem Kutílkem, tehdy děkanem stavební fakulty, směru vodní stavby a vodní hospodářství na ČVUT: "Tak co, hrabě, kdy se vrátíš na hrad?" "Až mi poteče modrá krev, když se píchnu do prstu" odpověděl.
Ladislav Pachta byl od roku 1951 ženatý s paní Růženou, roz. Kuchaříkovou (* 1931 v Pekle u Kolína), se kterou má dvě dcery (Hanu, nar. 27.9. 1952 a Ludmilu, nar. 23. 2. 1957).
V severních Čechách na Českolipsku na Slunečné Ladislav přispíval po roce 1989 k veřejné osvětové činnosti, k občanskému uvědomění a k soběstačnosti obecní samosprávy.
Obhospodařoval malé hospodářství s pozemky své manželky, které jí byly vráceny v roce 1992 v restituci po odebraném zemědělském přídělu odebraném v roce 1949 Josefu Kuchaříkovi. Někdy se za Ladislavem přijeli podívat na přátelskou návštěvu kolegové z matematické branže, např. tehdejší ředitel Matematického ústavu ČSAV pan A. Kufner. Obnova krajiny po působení dřívějších státních statků byla a je náročná. Ti, kdo dostali půdu zpět v rámci pozemkových restitucí, na základě zákona o půdě z roku 1992 jako dědický vrácený příděl z roku 1947, neměli stroje, finanční prostředky a byli staršího věku.
V roce 2015 zemřel v tichosti po dlouhodobé slepotě a vážné nemoci.

## Publikační vědecká a pedagogická činnost
- Aplikace funkcionálně-analytických metod při řešení rovnic teorie pružnosti – Ladislav Pachta – 50. léta 20. stol.
- Řešení rovnic matematické teorie pružnosti – Ivo Babuška, Renata Babušková, Ivan Hlaváček, Bořivoj Kepr, Ladislav Pachta, Milan Prágr, Jiřina Švejdová – fakultní výzkumný úkol č. 219/A/59/60/61 ČVUT
- Algoritmy Reissnerova typu v matematické teorii pružnosti – Ivo Babuška, Renata Babušková, Ivan Hlaváček, Bořivoj Kepr, Ladislav Pachta, Milan Prágr, Jiřina Švejdová (Autoři seřazeni abecedně)
- Konstrukce čtyřbokého jehlanu do dalšího čtyřbokého jehlanu – práce Stavební fakulty ČVUT – Karel Drábek, Ladislav Pachta 1980 (odkaz v seznamu šedé literatury z roku 1988 http://dml.cz/bitstream/handle/10338.dmlcz/118350/CasPestMat_113-1988-4_13.pdf E. [34])
- Skripta Ke Cvičení z Deskriptivní geometrie, I. díl, II. díl – Karel Drábek, Ladislav Pachta